# العطلات الرسمية في سلطنة عمان
العطلات الرسمية في سلطنة عمان؛ حُددت بمرسوم سلطاني أصدره السلطان هيثم بن طارق عام 2022م، والتي تستهدف وحدات الجهاز الإداري للدولة وغيرها من الأشخاص الاعتبارية العامة ومنشـآت القطاع الخاص.

## العطلات الدينية
|   | الإجازة           | التاريخ                                     |
| - | ----------------- | ------------------------------------------- |
| 1 | رأس السنة الهجرية | غرة محرم                                    |
| 2 | المولد النبوي     | (12) من شهر ربيع الأول                      |
| 3 | الإسراء والمعراج  | (27) من شهر رجب                             |
| 4 | عيد الفطر         | من (29) من شـهر رمضـان وحتى (3) من شهر شوال |
| 5 | عيد الأضحى        | من (9) وحتى (12) من شـهر ذي الحجة           |

## العطلات الوطنية
|   | الإجازة                                    | التاريخ                  |
| - | ------------------------------------------ | ------------------------ |
| 1 | اليوم الوطني العماني                       | (18) و(19) من شهر نوفمبر |
| 2 | يوم تولي السلطان هيثم بن طارق مقاليد الحكم | (11) من شهر يناير        |

## أحكام
- يجوز تعديل موعد العطلات الرسمية إذا اقتضت المصلحة العامة.
- يتم التعويض عن الإجازت التي تقع في يومي الإجازة الأسبوعية (الجمعة والسبت) أو كلاهما بيوم واحد.
- فيما يخض العيدين: يتم التعويض عن يوم الجمعة إذا صـادف اليوم الأول من أي العيدين.

## العطلات في قانون العمل
- للعامل الحق في أجره الشامل خلال العطلات في الأعياد والمناسبات الرسمية التي يصدر بتحديدها قرار من وزير العمل، وإذا وقع يوم العطلة الرسمية في يوم الراحة الأسبوعية المقررة يعوض عنه بيوم آخر. أما إذا وقعت العطلة الرسمية ضمن الإجازة السنوية فإن العامل لا يستحق أي تعويض عنها.
- يجوز تشغيل العامل في يوم العطلة الرسمية إذا اقتضت ظروف العمل ذلك وفي هذه الحالة يحق له أن يتسلم أجره الشامل عن هذا اليوم بزيادة لا تقل عن 25% أو أن يحصل على يوم راحة بدلاً منه.[2]

## انظر أيضُا
- قائمة العطل الرسمية حسب الدولة
- سلطنة عمان